# Welvaartsverdeling

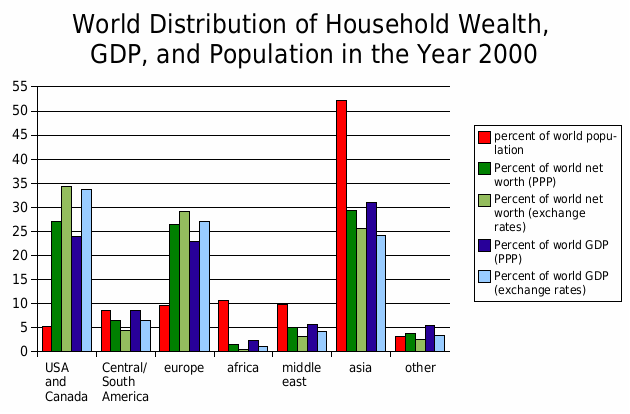
Wereldverdeling van rijkdom, BBP en bevolking per regio in het jaar 2000. Gegevens verkregen uit het UNU-WIDER-rapport over de wereldwijde verdeling van het gezinsvermogen: persbericht. De wereldwijde verdeling van de welvaart van huishoudens. 5 december 2006. Door James B. Davies, Susanna Sandstrom, Anthony Shorrocks en Edward N. Wolff. Tabellen bij het 2006-rapport (inclusief Gini-coëfficiënten voor 229 landen). UNU-breder.

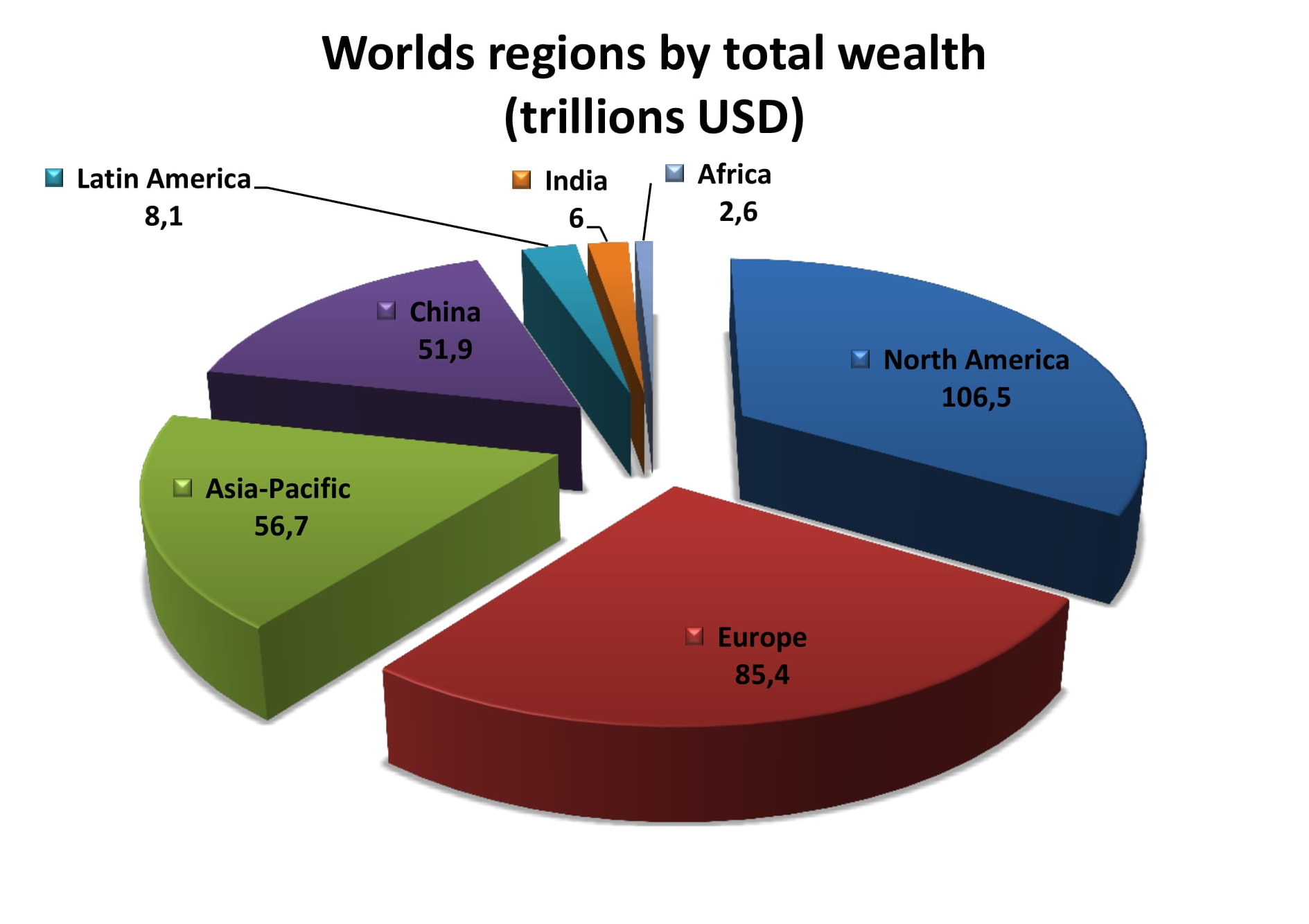
Verdeling van (geschat) vermogen over de werelddelen (2018)

De welvaartsverdeling is een vergelijking van de rijkdom van verschillende leden of groepen binnen een samenleving. Het geeft inzicht in de economische ongelijkheid of economische heterogeniteit van een maatschappij.
De verdeling van rijkdom verschilt van de inkomensverdeling doordat het kijkt naar de economische verdeling van eigendom van de activa in een samenleving, in plaats van naar het huidige inkomen van leden van die samenleving. De mondiale verdeling van welvaart is veel ongelijker dan die van inkomen.
De rijkdom van een individu wordt gedefinieerd als nettovermogen, blootgesteld als: welvaart = activa - passiva

## Inclusieve rijkdom
Het International Human Dimensions Programme on Global Environmental Change (IHDP) heeft met zijn "Inclusive Wealth Project" een andere definitie van rijkdom ontworpen. Het programma is een initiatief van de Verenigde Naties en het Urban Institute van de Kyushu University. In plaats van rijkdom te meten in termen van economische groei en stijging van de productie van goederen en diensten, uitgedrukt in een bruto binnenlands product (BBP), wordt de hoeveelheid kapitaal gemeten die een land tot zijn beschikking heeft om rijkdom te produceren. Inclusive Wealth (IW) of inclusieve rijkdom is de totale sociale waarde van alle kapitaal. Deze is de som van drie componenten:
- geproduceerd kapitaal, zoals wegen, gebouwen, machines en uitrusting
- menselijk kapitaal, zoals kennis, bekwaamheid en opleiding
- natuurlijk kapitaal, zoals bos, landbouwgrond en water

De IW kan afnemen ondanks een groeiend BBP. Het is een maat voor duurzame groei (sustainability). Wanneer door een niet duurzame groei het klimaat verandert en het milieu geschaad wordt, neemt de inclusieve rijkdom af. De geschatte waarde van alle natuurlijke bronnen bij elkaar kan worden uitgedrukt in schaduwprijzen (shadow prices). Dit is het natuurlijk kapitaal, bestaande uit hernieuwbare bronnen (bosbouw, visserij en landbouw) en niet-hernieuwbare bronnen (fossiele brandstoffen en mineralen als koper, goud en fosfaat).
In 'Inclusive Wealth Reports' (IWR) wordt tweejaarlijks de Inclusive Wealth Index (IWI) gepubliceerd, waarin per deelnemend land de duurzaamheid van de economische groei wordt geschat. Hiermee worden ook landen met elkaar vergeleken. Het eerste IWR werd in 2012 gepubliceerd, met een Index voor 20 landen, die 72% van het BBP en 56% van de wereldbevolking representeerde. In 2014 werd het aantal landen aanzienlijk uitgebreid tot 140. Het rapport van 2016 verscheen in januari 2017. Het volgende rapport verscheen in november 2018.

## Verenigde Staten

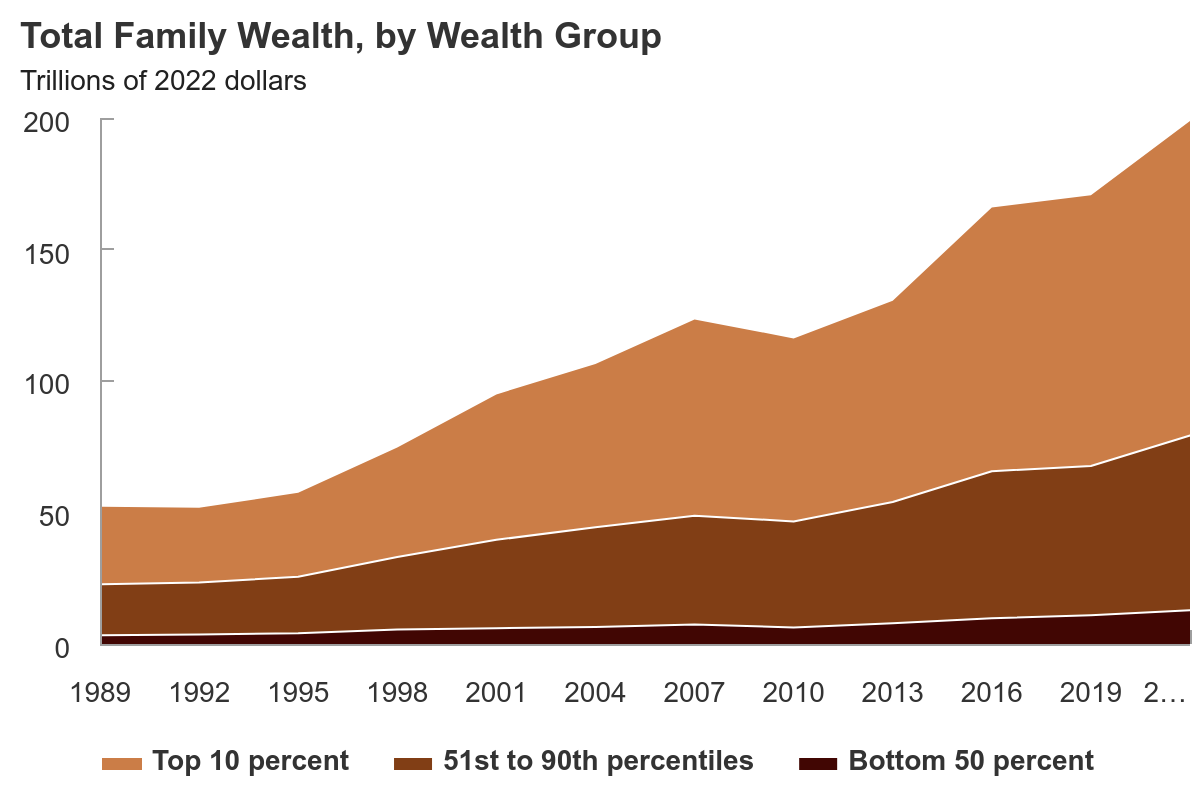
Verloop van ongelijkheid in rijkdom bij huishoudens in de VS tussen 1989 en 2022 (zie uitleg hiernaast). 50% van de families bezit 99% van de rijkdom.

In bijgaande grafiek staat het verloop van de verdeling van rijkdom over de huishoudens in de VS tussen 1989 en 2022. Het toont een toenemende ongelijkheid, waar in 2022 de rijkste 10% van de huishoudens 60% van de rijkdom bezit. De armste helft van de bevolking bezat daarentegen 6% van de rijkdom.